# Света Параскева (Бююкдере)
„Света Параскева“ (на гръцки: Ἱερος Ναός Ἁγίας Παρασκευῆς Βαθυρρύακος; на турски: Aya Paraskevi Kilisesi) е православна църква в Бююкдере (на гръцки Ватириакас), предградие на Истанбул, Турция, енорийски храм на Деркоската епархия на Вселенската патриаршия.

## Местоположение
Сградата е разположена на улица „Данисмент“ № 5.

## История
Сградата в базиликален стил е построена през 1831 година при управлението на митрополит Неофит (1824-1838) с помощта на жителите на Ватириакас и с финансовата подкрепа на руския цар Николай I. По време на антигръцкия погром на 6 септември 1955 г. църквата „Света Параскева“ претърпява значителни щети. По-късно е възстановена. В 1931 година е отбелязана стогодишнината на храма, а в 1981 година при патриарх Димитрий I Константинополски (1972-1991) тържествено е отбелязана и 150-годишнината му.